# ФК „Трабзонспор“
„Трабзонспор“ е турски професионален футболен отбор от град Трабзон, който се намира на Черно море. Клубът е основан през 1967 година и играе в турската Сюпер Лиг – най-високото ниво на клубния футбол в Турция. Домакинските си мачове клубът играе на стадион Хюсеин Авни Акер, който разполага с капацитет от 23 772 места, всички от които седящи. Отборът е един от стойностните и титулувани турски тимове. Редовен европейски участник.

## Успехи
Национални
- Суперлига Турция:
  -  Шампион (7): 1975/76, 1976/77, 1978/79, 1979/80, 1980/81, 1983/84, 2021/22
  -  Вицешампион (8): 1977/78, 1981/82, 1982/83, 1994/95, 1995/96, 2003/04, 2004/05, 2010/11
  -  Трето място (9): 1984/85, 1989/90, 1990/91, 1992/93, 1993/94, 1997/98, 2008/09, 2011/12, 2023/24
- Купа на Турция
  -  Носител (9): 1977, 1978, 1984, 1992, 1995, 2003, 2004, 2010, 2020
    -  Финалист (7): 1975, 1976, 1985, 1990, 1997, 2013, 2024
- Суперкупа на Турция
  -  Носител (9): 1976, 1977, 1978, 1979, 1980, 1983, 1995, 2010, 2020
  -  Финалист (3): 1981, 1984, 1992
- Купа на канцлера
  -  Носител (5): 1975/76, 1977/78, 1984/85, 1993/94, 1995/96
- Трета лига
  -  Победител (1): 1986/87

Международни
- Интертото:
  -  Финалист (1): 2007
  - 1/2 финалист (1): 1999
- Купа на часовете
  -  Носител (1): 2005

## Български футболисти
- Несим Нешадов: 1999/2001 - (39 мача - 1 гол)
- Тодор Янчев: 2001 (наем) - (21 мача - 0 гола)
- Георги Марков: 2002 (наем) - (10 мача - 0 гола)